# Laonice asaccata
Laonice asaccata är en ringmaskart som beskrevs av Sigvaldadottir och Desbruyères 2003. Laonice asaccata ingår i släktet Laonice och familjen Spionidae. Inga underarter finns listade i Catalogue of Life.